# Contea di Bergamo

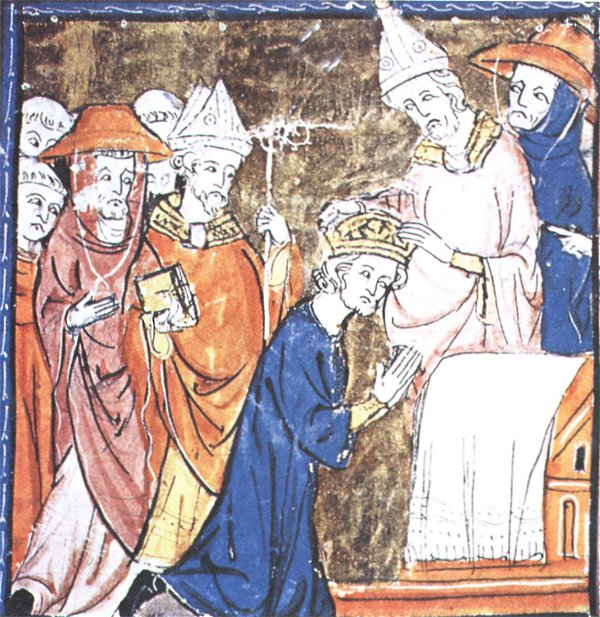
Incoronazione di Carlo Magno

La Contea di Bergamo fu istituita dopo la caduta del regno longobardo a opera di Carlo Magno.

## Storia
La sconfitta  di Desiderio, l'ultimo re longobardo, giugno 774, e la conseguente conquista del Regnum langobardorum da parte dei Franchi portò a un cambiamento della gestione politica e amministrativa di Bergamo: ai gastaldi longobardi furono sostituiti i conti e  con essi arrivarono i vicecomites e gli scabini. 
La precedente aristocrazia longobarda, in genere, sopravvisse seppure privata, almeno all'inizio, di ogni potere politico ma conservando la propria capacità economica e una certa influenza religiosa come dimostra il caso del  vescovo Tachimpaldo, figlio di un gastaldo longobardo, che poté esercitare il proprio ministero. 
La contea franca di Bergamo divenne così un distretto politico-amministrativo dell'impero carolingio.
Il primo conte franco sembra sia stato un certo Auteramo.
La scarsissima documentazione pervenuta ci permette, tuttavia, di individuare i seguenti conti franchi senza che se ne abbiano notizie storiche certe:
- Auteramo, il primo, morto prima dell'816
- Mario, (843 ?? )
- Ottone, (870 ??)
- Ambrogio, (894 ??)
- Teudaldo, ( ??? )
- Suppone,  (919 ??)

A Suppone successe Gisalberto I, primo dei Gisalbertini, che dichiarava di seguire la legge longobarda.